# Нуэстра Сеньора де лас Маравильяс
«Нуэ́стра Сеньо́ра де лас Маравильяс» (исп. Nuestra Señora de las Maravillas) — испанский галеон Серебряного флота, который потерпел крушение 4 января 1656 года и затонул в ночь на 5 января 1656 года около Багамских островов.

## История
Корабль был построен в 1640-х годах на баскской верфи в Гипускоа в сходном с манильскими галеонами стиле с двумя палубами. Название корабль получил либо по церкви и монастырю монахинь-кармелиток Нуэстра Сеньора де лас Маравильяс, либо в честь Колехио Нуэстра Сеньора де лас Маравильяс в Мадриде.
В различных источниках указаны разные данные о водоизмещении судна — от 500 до почти 900 тонн. Вооружение состояло из 58 бронзовых пушек. О двух найденных пушках известно, что их длина составляла 11 футов (335 см), на них был указан год производства 1553, а также имя создателя пушки «Йоханнес фон Хорст». Корабль входил в состав так называемого «Материкового флота», также известного как «Flota Tierra Firme». Как часть «Flota de Indias», он состоял из восьми больших галеонов, четырёх торговых судов и двух небольших судов снабжения. С 1654 по 1656 год находилось под командованием генерал-капитана маркиза де Монтеалегре Луиса Франсиско Нуньеса де Гусмана. Флагманский корабль генерал-капитана был назван «La Capitana». Во главе флота стоял адмирал Матиас де Орельяна на «Нуэстра Сеньора де лас Маравильяс». Временами адмирал Орельяна также брал на себя роль «капитана головного корабля» с Maravilla. Дон Хуан Гуттиерес и Фернандес де ла Герра Кайон и де Хойос был капитаном галеона «Jesus, Maria y José»
16 мая 1654 года флот отплыл из Кадиса и 22 августа 1654 года прибыл в Картахену, чтобы принять груз и согласовать дальнейшие планы с вице-королем Перу. 18 октября 1654 года вице-король отправил два галеона («Capitana» и «Almiranta») из порта Кальяо в направлении Панамского перешейка. «Capitana» был флагманом испанской южно-тихоокеанской армады. Кроме того, два небольших эскортных корабля были отправлены для снабжения и разведки. В ночь на 24 октября корабли наткнулись на мели у залива Гуаякиль. «Capitana» потерпел крушение и был выброшен на мелководье 26 октября 1654 года, в то время как «Almiranta» смогла освободиться. Из Панамы в Чандуй были отправлены спасательные суда, и к середине марта 1655 года они извлекли около 2 800 000 испанских монет из груза серебра и золотую фигурку «Девы Марии с младенцем Христом» весом около 200 килограммов. Затем груз с обоих судов был доставлен по суше в Портобело (Панама). Позднее спасательные работы показали, что «Capitana» была перегружена серебром. Вместо официально зарегистрированного груза в размере около 5 000 000 испанских реалов, груз был оценён примерно в 10 000 000 монет.
С 25 марта 1655 года «Flota Tierra Firme» находился в Сан-Фелипе-де-Портобело, чтобы принимать грузы для Испании. 3 июля 1655 года флот покинул Панаму и взял курс на Гавану. Из-за опасений нападения английского флота во время англо-испанской войны, флот сделал остановку в Веракрусе со 2 августа по 7 сентября 1655 года и забрал новые грузы из Мексики и Испанских Филиппин. 10 октября 1655 года флот прибыл в Гавану. К концу года корабли были отремонтированы.
1 января 1656 года флот вышел из гавани Гаваны во главе с «Нуэстра Сеньора де лас Маравильяс» под командованием адмирала Матиаса де Орельяны. 4 января 1656 года корабли вошли в район у Багамской отмели. «Maravilla» столкнулась с другим кораблем флота и получила повреждения подводной части корпуса. Столкновение судна и последующая посадка на мель привели к значительным повреждениям. «Maravilla» начала тонуть, в результате чего корабль разломился на две части и затонул на глубине от 10 до 15 метров в ночь на 5 января 1656 года. Только 55 из примерно 650 моряков и пассажиров, находившихся на борту, выжили после затопления корабля. Их спас Хуан Хойос с галеона «Jesus, Maria y José». Одним из выживших, чьи записи стали известны позже, был священник Диего Портичуэло де Риваденейра. Корабль Хойоса получил новые повреждения во время последующих штормов и вернулся 10 марта 1656 года в Картахену. Оставшиеся корабли флота вернулись в Испанию. У берегов Кадиса эти корабли были захвачены английским флотом; только вспомогательные суда смогли вернуться домой вцелости. Король Испании Филипп IV не получил того богатства, на которое рассчитывал. Однако в течение следующих двадцати лет к затонувшему судну «Нуэстра Сеньора де лас Маравильяс» было направлено несколько экспедиций со спасательными судами, которым удалось вернуть часть груза.

## Попытки извлечения груза
В последующие три года после затопления (1656—1659) кораблями Серебряного флота было извлечено около трети груза; в последующие годы результаты были намного скромнее. Известно об участии судна Madama do Brasil, которое позже затонуло вместе со спасенным грузом, в результате чего часть запасов серебра в третий раз оказалось под водой. Общая стоимость потерь так и не была окончательно выяснена, поскольку помимо официально заявленного груза на борту находилось неизвестное количество контрабанды. Что касается учета операций по спасению, то уже в 17 веке стало известно о нескольких расследованиях и жалобах на нарушения. Принято считать, что это был один из самых ценных грузов серебряного флота. Испания получила лишь часть груза, который в то время был эквивалентен от одного до двух раз годовому доходу американских и филиппинских колоний. Даже в XXI веке Испания считает себя законным владельцем грузов и неоднократно успешно претендовала на соответствующие находки.
В 1960-х годах охотник за сокровищами Роберт Ф. Маркс нашел в испанских архивах записи об истории «Нуэстра Сеньора де лас Маравильяс». 24 мая 1972 года Маркс обнаружил первые обломки корабля. Для погружений он использовал бывшее рыболовное судно «Грифон» и вместе с Уиллардом Баскомом основал спасательную компанию «Seafinders Inc.». Маркс и его команда смогли вернуть значительную часть потерянных сокровищ. Возникли разногласия с правительством Багамских островов, после чего Маркс был вынужден отказаться от спасательной операции, и ему запретили добывать какие-либо другие части. В конце 1980-х годов Герберт Хамфрис получил права на спасение от администрации Багамских островов и продолжил спасательные работы. Примерно с 1987 года Хамфрис с помощью корабля «Маяк» и кладоискатель Арт Хартман с кораблем «Отважный» и с помощью профессиональных технологий поиска и восстановления добыли больше частей груза. Поскольку спасательные работы не всегда проводились в соответствии с археологическими стандартами, впоследствии они вызывали все большую критику.
31 июля 2022 года Смитсоновский институт опубликовал отчет о «Нуэстра Сеньора де лас Маравильяс». С тех пор судно находится под особой охраной. В 2016 году мультимиллионер Карл Аллен основал компанию «Allen Exploration» (AllenX) и с тех пор поддерживает исследования на «Нуэстра Сеньора де лас Маравильяс». Правительство Багамских островов предоставило организации Аллена права на извлечение груза. Подводные археологи Дэвид Гиббинс и Джеймс Синклер получили задание провести дальнейшие исследования и составили отчёт о судне. Коллекция находок была расширена за счёт частных приобретений мистера и миссис Аллен и передана для экспозиции в Музей Гранд Багамы и в Багамский морской музей.